# José Rabassa y Dalmau
José Rabassa y Dalmau (Barcelona, 1878-1906) fue un escritor y periodista español.
Cultivó desde su juventud el género de las crónicas de información periodística amena, entrando en la redacción del Diario de Barcelona en 1901, en donde trabajó hasta su muerte. Se le deben varios folletos y opúsculos de carácter económico social.